# Medalha Friedrich Becke
A Medalha Friedrich Becke (em alemão:  Friedrich-Becke-Medaille) é um prêmio em mineralogia da Österreichische Mineralogische Gesellschaft. É denominada em memória de Friedrich Becke. Com sua configuração projetada por Arnold Hartig, seu molde esta depositado no Museu de História da Arte em Viena.

## Premiados
- 1956 Helge Backlund, Bruno Sander, Hermann Tertsch
- 1958 Pentti Eelis Eskola, Clifford Frondel
- 1961 Paul Ramdohr
- 1963 Carl Wilhelm Correns, Waldemar Theodore Schaller, Karl Hermann Scheumann
- 1965 Felix Machatschki
- 1970 William Hodge Taylor
- 1974 Adolf Pabst
- 1976 Michael Fleischer
- 1981 Heinz Jagodzinski, Helmut G. F. Winkler
- 1985 Wolf von Engelhardt
- 1987 Hans Wondratschek
- 1989 Werner Schreyer
- 1991 Heinrich Wänke
- 1994 Petr Cerny
- 1996 Volkmar Trommsdorff
- 1999 Klaus Langer, Friedrich Seifert
- 2005 Dmitry Pushcharovsky, George R. Rossman[1]
- 2011 Wilhelm Heinrich[2]
- 2015: Emil Makovicky
- 2017: Thomas Armbruster
- 2019: Nikolay Sobolev[3]